# 唐物抜荷事件
唐物抜荷事件（からものぬけにじけん）は、江戸時代後期の天保6年（1835年）、天保11年（1840年）の二度に渡って新潟町を主な舞台として発覚した、中国製品（唐物）の抜荷事件である。事件の発生地である新潟では事件後新潟町が上知され、薩摩藩や琉球王国、蝦夷地、そして長崎で抜荷対策が強化される等、各地に事件の影響がおよんだ。

## 事件の背景

### 薩摩藩の財政再建と抜荷
薩摩藩は慢性的な財政難を抱えていたが、近世後期に入ると財政難はより深刻化し、文化4年(1807年)には藩の負債が126万両に達した。危機感を抱いた藩主島津斉宣は側近たちとともに藩政改革を始め、その中で琉球王国の対中国貿易の拡充、介入の強化などによって利益を確保するという財政改革を目指すものの、人事面や制度改革の進め方について前藩主の島津重豪の反発を招き、結局斉宣主導の藩政改革は挫折し、斉宣は隠居に追い込まれた。これが近思録崩れである。
斉宣の隠居後、今度は重豪主導の藩の財政再建が進められることになる。重豪もまた琉球王国の対中国貿易への関与を通じての利益確保を財政再建の柱とした。その中で薩摩藩は琉球王国による琉球貿易を通して入手した中国産品を正規のルートではない、いわゆる抜荷によって利益を確保する行為を活発化させていく。

### 長崎貿易の統制弱体化
長崎でも抜荷の横行を助長する事態が起きていた。文政年間以降、長崎に貿易業務のために訪れる船舶の乗組員たちが私的に荷物を長崎に持ち込み、唐物を密売する「水夫手廻り」が増加し、また船主たちも密売に加担するなど、密売すなわち抜荷が公的な貿易を圧迫するようになっていた。文化年間以降、長崎の公貿易である長崎会所の貿易は著しい不調に陥っており、貿易への依存度が高い長崎町内は密売に頼らざるを得ない状況が生じていた。
実際文政期以降、本来厳しく規制されていた個人的な商品の持ち込みと密売は公然化し、長崎の役人たちのみでは取り締まりが困難となった。取り締まりに抵抗して騒動となった中国人たちを抑えるために、長崎町内の警備担当であった大村藩兵や長崎港口警備の福岡藩兵の救援を仰がなければならない事態が発生した。しかも大村藩、福岡藩の藩兵の力を借りて事態を鎮静化させた後、貿易への悪影響を懸念して問題を起こした中国人たちに処罰を加えることも出来なかった。

### 広まる唐物抜荷の噂
薩摩藩が関与した琉球を通じて入手した中国産品、いわゆる唐物抜荷については、やがて風説を交えながら様々な疑惑として取り沙汰されるようになる。文政年間以降、幕府は薩摩藩から抜荷を行う船が運行されていることを把握するようになった。噂は幕府内ばかりではなく、民間にも広まっていた。例えば抜荷で主力取り扱い品目のひとつであった朱は、慶長14年（1609年）に朱座が設けられて以降、朱と朱墨は国内産、輸入品を問わず朱座に属する商人の独占販売とされていた。天保3年（1832年）、松浦静山は絵師と考えられる人物から、中国製の朱が薩摩の船によって新潟に運ばれ、そこから江戸など各地へともたらされており、朱座の商人から購入する正規品よりも安価であり、越後の門人に依頼すれば江戸よりも質の良い朱が入手できること。そして松浦静山の主治医の使用人からは越後生まれの人物からの話として、薩摩船が漢方薬種を積んで来るので、越後ではとても安く漢方薬種が入手できるため、薩摩船を持て囃しているとの情報を甲子夜話に記している。
天保6年（1835年）3月、老中大久保忠真は勘定奉行土方勝政に対して、薩摩藩に関する抜荷についての風説をまとめた風聞書を手渡した。その中で、多くの抜荷品目が北国（北陸）筋、越後あたりへ送られ、売りさばかれているとの記述がなされていた。翌月、土方は蝦夷地の松前で買い入れられた上級品の煎ナマコが抜荷となって、薩摩に出回っているとの申し立てが長崎会所にもたらされたため、天保4年（1833年）に越後の港湾等の巡検を行ったところ、確かに松前産の煎ナマコが大量に出回っており、それらが薩摩船に積み込まれているのは間違いないとの報告があった等の報告書を提出した。
蝦夷地で産出された煎ナマコ、昆布等の海産物は、長崎における貿易で俵物として輸出するため、長崎へ搬送されるべきものであった。その海産物の多くが抜荷として薩摩藩に流れていることが明るみに出たのである。つまり薩摩藩は琉球を通じて入手した朱、漢方薬等を抜荷として北陸、越後方面に運んで売りさばき、帰途にはやはり蝦夷地から抜荷として持ち出された煎ナマコ、昆布等の俵物を積んでいくという構図が明らかになりつつあった。このようにして入手された煎ナマコ、昆布等の俵物は薩摩から琉球に運ばれ、さらに琉球貿易の主交易品として大量に中国へと流れていった。

### 唐物抜荷の実態
天保6年5月6日（1835年6月1日）付の、新潟美濃屋長之助から越後十日町の薬種商である加賀屋清助に宛てられた書状には、漢方薬種を積み込んだ薩摩からの船が春季と秋季に新潟に入港すると記されている。そして新潟港にもたらされた薬種は、高田や江戸、越中などに販売されると述べられている。そして前年の1834年（天保5年）の美濃屋と加賀屋とのやり取りからは、多種の漢方薬種が薩摩船の抜荷として新潟に持ち込まれ、公然と取り引きされていたことが判明する。
後述の川村修就による「北越秘説」においても、やはり新潟港には年間約6隻の薩摩船が入港し、サツマイモ等の薩摩の産物の下積みとして薬種、朱などの抜荷を大量に持ち込み、新潟から各地へと売りさばかれているとした。中でも朱については会津若松、加賀、能登、信濃などの塗物の産地に広まっており、それらの地方では朱塗りの製品が主力商品となっており、会津若松では朱塗りの漆器が黒塗りのものよりもきわめて安価になっていると報告されている。
また北越秘説には、領主である長岡藩側も薩摩船による抜荷を黙認し、その代わりに薩摩船からは他船よりも運上金を割増で取り立てていたとの情報も載せられていた。
薩摩藩関連の唐物抜荷最大の取引場所は新潟であった。これは前述のように新潟から各地へと抜荷品を売りさばくルートが構築されていた上に、対価となる蝦夷地産の昆布など俵物の集荷にも好都合な場所であったためである。売薬業が盛んな富山は天保期には江戸、大坂、京都の三都に次いで薬店が多い場所となっていたが、天保期にはこれまで大坂で主に仕入れていた薬種の買い付け高が、以前の半分程度にまで落ち込んでいたとの報告がある。これは富山に抜荷品の漢方薬種が供給されるようになったためと推測される。ただし富山の場合、新潟のように各地に抜荷品を広く売りさばくルートが出来るほどではなかったと見られている。

### 幕府の取り締まり強化
このような薩摩藩による琉球貿易で入手した中国産品、いわゆる唐物の抜荷は長崎における唐物の売れ行きに悪影響を与えた。そして輸出品である昆布等の集荷も困難をきたすようになった。19世紀に入ると長崎会所の収支は赤字になっており、その要因のひとつとして薩摩藩の唐物抜荷と蝦夷地産の俵物の抜荷が挙げられていた。
薩摩藩側のやり方に危惧を抱いていたのは、日本側ばかりではなかった。文政8年（1825年）の段階で、長崎で貿易を行っている中国人商人は、琉球貿易で中国にもたらされている昆布等の海産物は、調べてみると薩摩から琉球を経由して中国に輸入されていることが判明したとした上で、長崎ルートよりも早く中国にもたされる上に安価で質が良いため、長崎で貿易に従事する中国人商人の商売を圧迫するのみならず、長崎会所の経営状態に悪影響を与えると長崎奉行所に訴えていた。
しかし薩摩藩は大藩であり、その上、時の将軍徳川家斉の御台所、広大院の実父は島津重豪であり、将軍家と薩摩藩主の島津家は縁戚関係にあった。幕府にとって薩摩藩が深く関与している琉球貿易を規制していくことは困難であったが、抜荷の摘発を通じて蝦夷地産の俵物等の集荷に打撃を与え、薩摩藩側に圧迫を加えていくことがもくろまれた。
天保6年（1835年）7月、勘定奉行の土方勝政は久世広正とともに唐物抜荷、俵物抜荷の取り締まりを求める言上書を提出した。言上書の中で土方と久世は、唐物抜荷と俵物抜荷は対になって発生している事象であると指摘した上で、松前藩に俵物抜荷の取り締まりと俵物の長崎会所以外への販売厳禁、そして薩摩藩には唐物抜荷の取り締まりを要求し、幕府公認の薩摩藩の長崎商法の差し止めを示唆する通達案を提示した。この通達案は天保6年（1835年）末には薩摩藩、松前藩に実際に申し渡されることになる。

## 第一回唐物抜荷事件

### 薩摩船の難破
天保6年10月19日（1835年12月9日）、新潟港に向かっていた薩摩湊浦の八太郎の持ち船が、強風にあおられて漂流した上、出雲崎代官青山九八郎支配下の天領、蒲原郡村松浜（現胎内市）で難破した。難破した薩摩船には船頭として船主の八太郎が乗り込み、沖船頭として源太郎、水主4名、その他に唐物抜荷仲買人の久太郎、そしてもう1名が乗り合わせていた。
船は難破してしまったが乗組員は全員無事で、積荷も多少海水に浸かってしまったものの、被害は比較的軽微であった。しかしここで難題が持ち上がった。この薩摩船には漢方薬種、毛織物、鼈甲、犀角など40個以上の抜荷が積み込まれていた。難破船は検分を受けなければならない規定があり、村松浜は天領であるため出雲崎代官所の検分を受けることになる。しかも唐物抜荷仲買人の久太郎らが乗り合わせていた。
難破後、まず問題の抜荷を村松浜村の善右衛門所有の網小屋に隠した。まもなく抜荷を積んだ薩摩船が難破したとの一報を受け、新潟港の廻船問屋、北国屋敬次郎の下男である松蔵が現地にやって来た。松蔵は同僚である北国屋下男の長之助、やはり新潟港の廻船問屋の若狭屋市兵衛の下男仙蔵とともに問題の解決に当たった。松蔵らは村松浜村の組頭繁右衛門、百姓代金次郎、百姓源右衛門と対応を協議した。その結果、善右衛門所有の網小屋に隠していた抜荷を源右衛門の土蔵へと移動させ、その後再び善右衛門所有の網小屋に戻し、隠匿場所を変えることによって代官所の目をごまかそうと試みた。そして乗船者に唐物抜荷仲買人らが居るのはまずいということで、仲買人の久太郎、そして他の1名と船主兼船頭の八太郎は新潟町の佐藤屋嘉左衛門の船宿に隠れることになった。結局、出雲崎代官所の手代、赤城国助の検分を受けて問題なしとなった。

### 抜荷の発覚
出雲崎代官所の検分を終えた後、難破によって多少濡れてしまった抜荷品は新潟へと運ばれ、その後各地へと販売されていった。当初、これまでと特に変わりなく販売が進んでいったようであるが、市場に広まっていく中で幕府は抜荷の事実を把握していく。
前述のように幕府は天保6年（1835年）末には薩摩藩、松前藩に厳しい抜荷防止令を下していたが、その中で新潟での唐物抜荷発覚については言及されておらず、天保6年末の段階ではまだ幕府は事件を掴んでいなかったと考えられる。しかし天保7年（1836年）4月の久世広正の言上書には、前年10月、出雲崎代官青山九八郎支配の越後国村松浜で難破した薩摩船に、漢方薬種が積み込まれていたとの報告が代官青山九八郎よりなされていると記されており、幕閣は天保7年（1836年）4月までには抜荷の事実を把握するようになったとみられる。

### 取り調べの開始と関係者に対する追及
北国屋敬次郎の下男、松蔵や若狭屋市兵衛の下男、仙蔵ら6名は新潟から江戸に連行され、天保7年8月11日（1836年9月21日）、評定所で取り調べの上、入牢となった。翌日には6名がやはり評定所での取り調べ後に入牢、さらに天保7年9月7日（1836年10月16日）には新潟町の佐藤屋嘉左衛門ら8名が入牢する。取り調べの過程で松蔵、仙蔵は獄死し、佐藤屋嘉左衛門も獄中で重病に罹ったため出牢を許されたもののまもなく死亡した。
事件の関係者についての捜索は新潟や越後ばかりではなく、信濃、越中、上野と広範囲におよび、また捜査と裁判の期間も約4年と長期におよんだ。これは抜荷品が新潟から広範囲に販売されたことによって、係累者が広範囲かつ大勢になったためである。捜査が進む中で天保7年9月以降も数回、抜荷品の密売買、密売買の幇助の容疑で連行、入牢が繰り返された。
越後十日町の薬種商である加賀屋清助にも捜査の手が伸びた。天保7年8月26日（1836年10月6日）付の書簡で、加賀屋と抜荷漢方薬種の取引を行っていた新潟の美濃屋長之助が逮捕されたこと、そして帳簿類も押収されたため、取引先にも捜査の手が伸びるであろうとの情報が加賀屋側にもたらされていた。取り調べの過程で美濃屋長之助は取引相手として加賀屋清助の名前を自白した。天保7年9月1日（1836年10月10日）、関東取締出役は十日町を管轄していた小千谷役所に対して、抜荷の漢方薬種を美濃屋長之助から購入していた容疑で加賀屋清助の御用状（逮捕状）を送付する。
しかし加賀屋側は天保7年9月5日（1836年10月14日）付で、加賀屋清助は前年の天保6年6月に病死しており、まだ子どもたちも幼く、商売のことは全て清助が行っていたため、残された遺族たちは事情が良くわからないとの上申書を関東取締出役に提出し、捜査、逮捕を免れることが出来た。

### 判決
第一回唐物抜荷事件の判決は、天保10年3月7日（1839年4月20日）に計48名に対して下された。新潟町の山田屋六右衛門は自ら薩摩船の難破現場に赴いて唐物抜荷仲買人の久太郎から直接抜荷品の買取りを行い、さらには抜荷品の隠匿と唐物抜荷仲買人らが身を隠すことに加担したしたとして、八丈島に遠島となった。そして新潟町の室屋巳之助は下男を現場に派遣し、抜荷の事実について報告を受けながら犀角などの抜荷品の買取りを行ったとして、三宅島に遠流となった。
事件の主犯格である仙蔵、長之助、松蔵の主人に当たる。若狭屋市兵衛、北国屋敬次郎は、店の経営を下男に委ね続けたあげくに唐物抜荷についても下男たちが行ってきたことを知りながら追認していたとして、家財没収、江戸払とした。難破現場の村松浜で抜荷品の隠匿等に関わった組頭繁右衛門、百姓代金次郎、百姓源右衛門については、組頭繁右衛門は江戸十里四方追放、金次郎は江戸払、源右衛門はお礼として受け取った品の没収と過料5貫文とされた。また新潟町への抜荷品の移送、保管場所の提供を行った4名に関しては、事情をよく確かめもせずに抜荷品と知らずに協力したとして、急度叱となった。
難破船の検分を行った出雲崎代官手代の赤城国助は、抜荷の不正と乗組員の一部が身を隠したことを見抜けなかったことを咎められ、奉公御構、永暇を言い渡された。
美濃屋長之助ら、抜荷品の売買を行っていた新潟町や越後の商人ら15名は、事件の主犯格の松蔵らから抜荷品とは知らずに買取、所持した上、売りさばいたとして、手元に残っていた抜荷品、売り上げ相当分の没収。身代の3分の2を過料として徴収するとの判決であった。そして越後、信濃、越中、上野の17名の商人等は、新潟町に自ら、または下男を派遣し、よく確かめもせずに抜荷の漢方薬種などを購入、所持、販売していたとして、手元に残っていた抜荷品、売り上げ相当分の没収の上、過料5貫文とされた。
この判決の中で、主犯格の松蔵、仙蔵は獄死しているため、判決文に名前が無いのは了解できるものの、もう一名の北国屋敬次郎下男の長之助について全く触れられていない点、そして判決は全て抜荷品を受け取る新潟等の関係者ばかりに下され、抜荷品を持ち込んだ薩摩船の関係者が一切登場しない点も疑問点として挙げられる。

## 川村修就の内偵と抜荷情報、風説

### 北越秘説

川村修就像

第一回唐物抜荷事件の概要が明らかになった後、老中水野忠邦は川村修就に対し、抜荷の実態を調査報告するよう命じた。川村は北陸、越後一帯を内偵し、天保11年（1840年）9月に報告書「北越秘説」を提出する。言い伝えでは、川村は新潟町内の内偵時に飴売りとなって鉦を叩きながら街中を歩き、抜荷の情報を集めていたという。
川村の内偵は、第一回唐物抜荷事件の後であったため検査体制が強化されていた。それでも新潟町には漢方薬種、唐更紗、朱などの唐物が多く出回っており、しかも京都、大坂、江戸よりも安価であった。抜荷品ではないかと調べてみたところ、新潟町の商人たちは春に京、大坂方面に商品の仕入れに行く際に長崎まで向かい、そこで唐物を仕入れて帰るというが、実際のところはよくわからないとの噂であった。また新潟の検査体制が強化されたために抜荷の主取引場所は富山となり、富山から北陸、信濃そして関東方面の各地に抜荷の漢方薬種、朱などが流通するようになり、また米沢藩の預所である粟島が薩摩船の抜荷取引の舞台となっているとの噂を書き記している。
また最近になってまた新潟港に薩摩船が姿を見せるようになっており、天保11年（1840年）5月にはサツマイモを積んだ薩摩船が現れて、沖に停泊したまま新潟町の“その筋の者”と取引を行った後に酒田の方へと向かったという話が流れているとの情報も載せている。

### 抜荷を巡る情報、風説
天保6年（1835年）末に、幕府は薩摩藩、松前藩に対して抜荷の取り締まりを命じ、その後、第一回唐物抜荷事件が明るみに出る中、薩摩船の活動には大きな制約が加えられるようになった。天保7年（1836年）5月に紀州船を装った薩摩船が新潟港に入港するものの、積荷は蝋、砂糖、鰹節などが主で抜荷に当たる漢方薬種はわずかであった。これは規制が厳しくなったため船籍を紀州船と偽り、積荷もこれまでのような大量の抜荷の搭載を避けたのであった。このように船籍を偽ったり、他藩の船を利用しながら抜荷は続いていた。そして上述の北越秘説で述べられたように、事件後数年後には薩摩船の活動が再開され始めた。
天保10年7月10日（1839年8月28日）、老中水野忠邦は勘定奉行明楽茂村に抜荷に関する文書を手渡した。その中で、海上で琉球貿易で入手した唐物や蝦夷地の産物の抜荷取引が行われており、松前産の干アワビ、煎ナマコ、昆布等の俵物は薩摩船が抜買するために値段が高騰していること。薩摩商人は赤間関を拠点として石見の浜田、出雲などでも少々抜荷商売を行い、能登の輪島では漆器作りのために抜荷の朱の需要が多いこと。そして新潟町の商人が3月に抜荷品の漢方薬種や朱を大量に仕入れ、江戸を通して下総の方まで売りさばいた等の風説が載せられていた。

## 第二回唐物抜荷事件

### 摘発と捜査、取り調べ

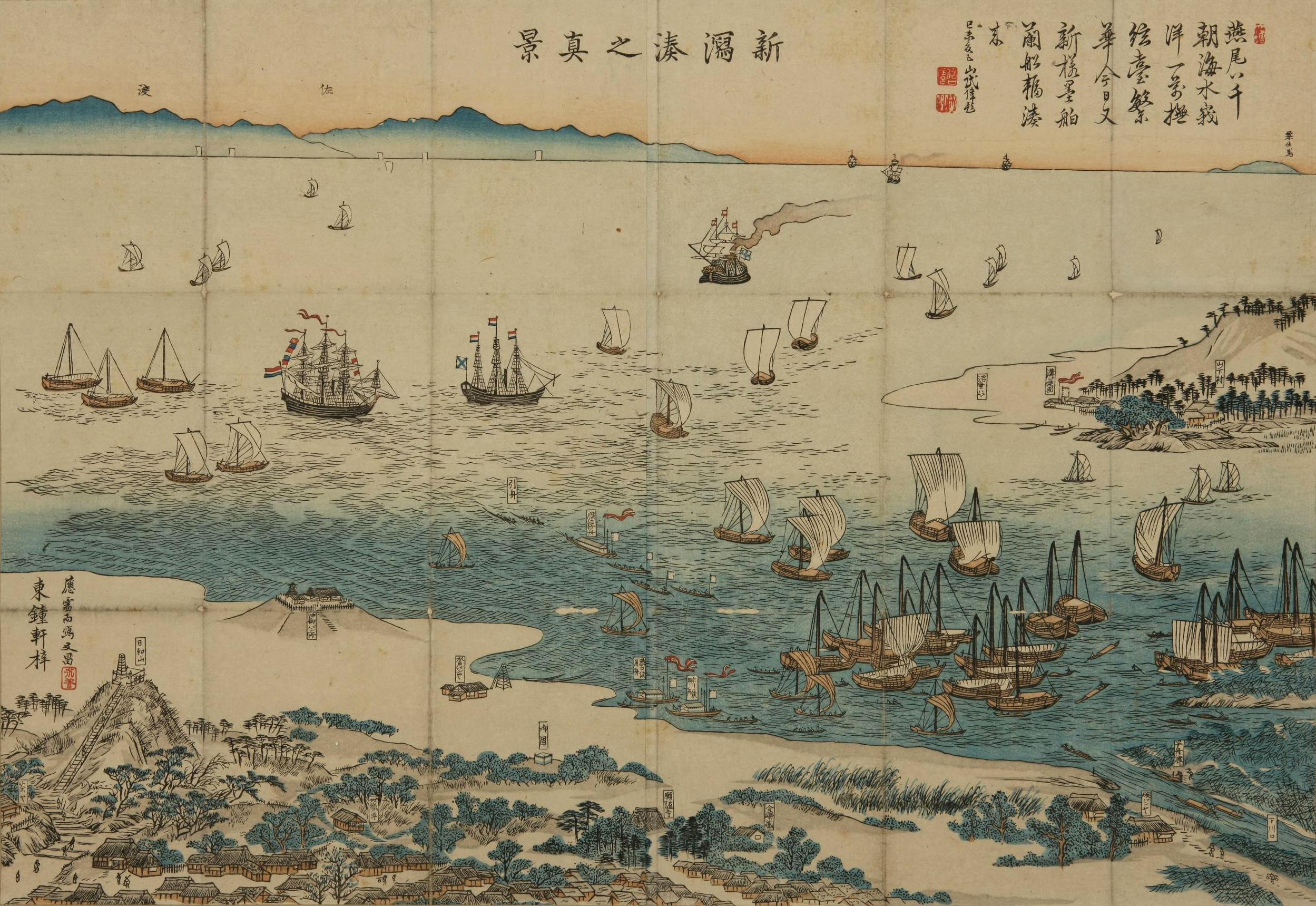
第二回唐物抜荷事件の舞台となった新潟港の錦絵『新潟湊之真景』。安政6年（1859年）井上文昌筆（新潟県立図書館蔵）

抜荷に関する内偵を行っていた川村修就が報告書「北越秘説」を提出した直後の天保11年（1840年）11月、石見船によって新潟港に運ばれた長崎会所を通さない抜荷品の漢方薬種を、新潟町の廻船問屋である小川屋金右衛門が売買したことが発覚した。これが第二回唐物抜荷事件の発端であった。天保11年11月5日（1840年11月28日）、小川屋金右衛門ら15名が新潟町奉行の取り調べの後、入牢となった。この第二回唐物抜荷事件では、新潟町内でも富裕な商人として知られていた高橋次郎左衛門と当銀屋善平に嫌疑が掛けられたために大きな話題となった。なお高橋次郎左衛門と当銀屋善平は、ともに北越秘説の中で抜荷交易をもっぱらにしていると指摘されていた。
天保12年6月10日（1841年7月27日）、江戸から関東取締出役の手代2名が新潟に到着し、取り調べに加わった。取り調べ対象も広げられ、容疑が固まったと見られた小川屋金右衛門ら12名は江戸に護送されることになり、天保12年7月3日（1841年8月19日）に江戸に到着した。到着後、容疑者らは取り調べ中の収容方法を入牢、手鎖の上で宿預、宿預と区分けされ、勘定奉行梶野良材が取り調べを担当することになった。その後、新潟で取り調べられた容疑者のうち鈴木屋長八ら2名を除き、残りの容疑者たちも江戸で取り調べられることに決まり、天保12年7月27日（1841年9月12日）には江戸に到着し、やはり勘定奉行の梶野による取り調べを受けることになった。
天保12年（1841年）11月ごろにはほぼ取り調べの目途が立ち、高橋次郎左衛門と当銀屋善平、当銀屋庄五郎の3名のみ取り調べが継続された。結局、新潟町の有力商人であった高橋次郎左衛門と当銀屋善平、そして当銀屋庄五郎は嫌疑なしとされた。

### 判決
天保14年（1843年）2月、判決が言い渡された。今回は第一回唐物抜荷事件とは異なり、新潟港まで抜荷品を運んだ当事者である長崎の粂吉が中追放の判決を受けた。また他の4名の当事者たちは吟味中に病死した。
受け取り側にあたる新潟町の主犯は小川屋金右衛門、越中屋七左衛門、出雲屋伝七の3名であったと見られている。3名とも抜荷を持ち込んだ長崎の粂吉らから漢方薬種を他の商人たちに斡旋し、手数料を受け取っていた。中でも小川屋金右衛門は自らも漢方薬種の売買を行っており、より悪質であるとして売上代金、手数料の没収とともに財産の3分の2を没収された。越中屋七左衛門、出雲屋伝七の2名は売上代金、手数料の没収とともに過料10貫文の判決であった。
今回も多くの新潟町の商人らが、小川屋金右衛門、越中屋七左衛門、出雲屋伝七の斡旋を受けて漢方薬種を売買した。それぞれ所持していた品物の没収、売上代金の没収とともに過料が課されたが、第一回唐物抜荷事件でも摘発された三条屋忠助は再犯として江戸十里追放となった。また捜査の過程で、前回追放刑に処された若狭屋市兵衛、北国屋敬次郎ら3名が禁を破って新潟町の実母に会いに行ったことが判明し、若狭屋市兵衛、北国屋敬次郎は前回の江戸払よりも一段重い江戸十里四方追放という追放刑が改めて言い渡されるなど、前回よりも一段重い追放刑が改めて科せられることになった。またそれぞれの母も急度叱となった。
第二回唐物抜荷事件においても、前回と同様に新潟町の商人から各地方に抜荷である漢方薬種は流通しており、捜査の結果摘発され、判決を受けている。いずれも売り上げ代金の没収と過料という判決であった。前回は越中、信濃、上野といった地方の商人たちが摘発されていたものが、今回は越後でも高田を除く全域や、会津若松、酒田、鶴岡といった出羽、陸奥方面に広がっている。これは北越秘説でも取り上げられていたように、第一回唐物抜荷事件後、富山が抜荷流通の拠点となって、越中や越後の高田などは富山から抜荷品が流通するようになったことが考えられる。

## 事件の影響

### 長岡藩への影響

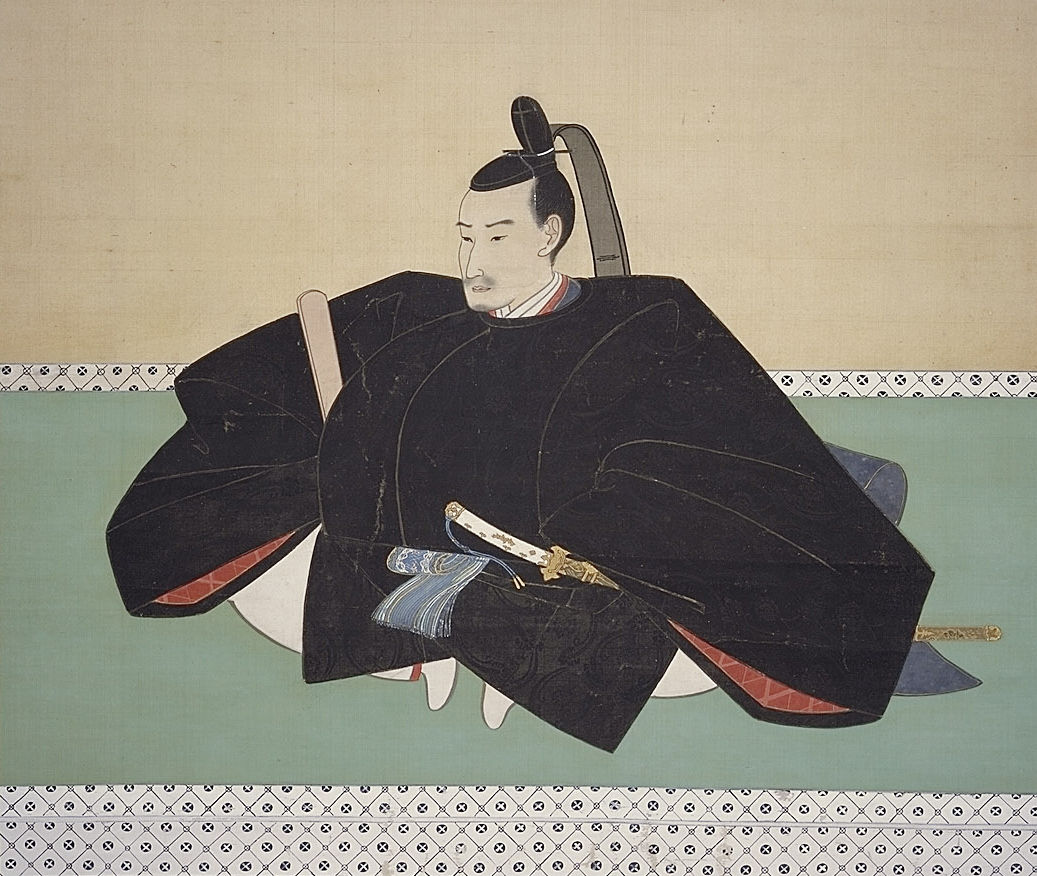
老中水野忠邦は新潟上知を将軍家慶に上申、実行に移した。

第二回唐物抜荷事件が発覚した天保11年（1840年）11月、幕府は長岡藩主牧野忠雅を川越、川越藩主松平斉典を出羽庄内へ、庄内藩主酒井忠器を長岡に転封させる、三方領知替えを命じた。しかしこの三方領知替えは庄内藩領民の激しい反対運動が起きた上に、大御所徳川家斉の実子を養子とした川越藩主松平斉典に対する優遇策であるとして外様大名らの強い反発を招いた。三方領知替えが広範囲の反発を招いて暗礁に乗り上げていた天保12年6月7日（1841年7月24日）、将軍徳川家慶は老中水野忠邦に対し、三方領知替えの断念とともに、取り締まりが不十分であるとの話が出ている酒田、新潟を上知して、替わりの地を給するべきではないかとの親諭を下した。結局、三方領知替えは天保12年7月12日（1841年8月28日）に家慶の判断で中止となった。三方領知替えは断念され、家慶の酒田、新潟の上知構想もいったんは見送られた。しかし新潟の上知構想は復活、実現することになる。

#### 新潟の上知
天保6年（1835年）の第一回唐物抜荷事件、天保11年（1840年）の第二回唐物抜荷事件の摘発にもかかわらず、その後も新潟港で抜荷が行われ続けているとの風聞は絶えることが無かった。幕府は新潟に御庭番を派遣して情報収集につとめていた。新潟での諜報活動を終え、天保12年12月21日（1843年2月1日）に江戸に戻った配下の御庭番の報告を受けた目付佐々木三蔵は、いまだ新潟港で抜荷が行われ続けていること、そして海岸の防衛体制も手薄であることを指摘し、新潟の上知が必要であると水野忠邦に提案した。この提案を受けた水野は、新潟港の領主である長岡藩主の責任追及の意味も込めて、幕府挙げての一大行事である将軍家慶の日光社参の終了後に新潟港の上知を実現すべきであると上申し、家慶の裁可を得た。
水野忠邦は天保14年（1843年）2月、全国に唐物抜荷取締令を公布した。取締令の中で新潟で起きた二度の唐物抜荷事件について公表された。天保14年3月26日（1843年4月25日）、長岡藩主牧野忠雅は、二度の唐物抜荷事件の責任を取るべく幕府に謹慎の伺いを提出したが、謹慎にはおよばないとして却下された。
天保14年6月11日（1843年7月8日）、幕府は長岡藩に対して新潟上知を命じた。幕府の上知の狙いは抜荷の防止と海防の強化であった。二度の唐物抜荷事件を起こしたことで、長岡藩は幕命に抵抗することは出来なかった。天保14年6月17日（1843年7月14日）、初代新潟奉行として幕府は、かつて新潟等で抜荷の内偵を行った川村修就を任命した。
なお新潟が上知されて幕領となった後、薩摩藩絡みの抜荷は富山の薬売りが関与するウエイトが増すことになった。富山の薬売りたちは薩摩藩側から抜荷品である漢方薬種等を仕入れるとともに、薩摩藩側に昆布を輸送する便宜を図っていた。

### 薩摩藩への影響
上述のように幕府は天保6年（1835年）末の段階で、薩摩藩側に抜荷を取り締まるよう通達した。通達は唐物抜荷によって長崎会所の貿易に支障が出ており、これは国政に関わる問題であるとした上で、薩摩藩が幕府公認の上で長崎で行っていた唐物販売の差し止めを示唆する内容であり、薩摩藩としても重く受け止めざるを得ない内容であった。
幕府の強硬姿勢に薩摩藩は神経を尖らせた。天保7年（1836年）2月、薩摩藩は領内に唐物の不法所持、密売買を禁止する命令を下した。唐物の不法所持、密売買を禁止する方針は薩摩藩領内ばかりでなく、琉球そして薩摩船が航行する北国、関東方面の交易にも適用されていった。薩摩藩が恐れていたのは先の通達で幕府がほのめかしていた、幕府公認の長崎で行っていた唐物販売の差し止めであった。
実際問題、天保6年（1835年）末の幕府からの通達に加え、第一回唐物抜荷事件の発覚で、新潟への薩摩船の航行は激減し、紀州船など他国の船を名乗ったり、他藩の船を利用して航行するような状況となった。しかし天保7年（1836年）4月の長崎奉行久世広正の言上書では、第一回唐物抜荷事件について指摘した上で、薩摩藩の抜荷取り締まりは不十分であり、唐物の売りさばきルートを設けた形となっている薩摩藩の唐物販売は抜荷取り締まりに悪影響を与えていると想定され、さらに長崎会所の経営を圧迫しているとして差し止めを要求した。
第一回唐物抜荷事件の発覚は幕府の姿勢をさらに硬化させた。明らかになった唐物抜荷の実態は、文政8年（1825年）の長崎で貿易を行っている中国人商人からの訴えや、天保5年（1834年）に老中から勘定奉行に提示された風聞書の内容を裏書きするようなものであり、長崎会所の経営を困難に追い込む薩摩藩の唐物販売の弊害を実感させた。久世広正は薩摩藩の唐物販売の運営システムを考慮して、3年後の天保10年（1839年）に薩摩藩の唐物販売の停止を断行するよう提案して幕閣内の承認を受けた。天保7年6月19日（1836年8月1日）、老中水野忠邦は薩摩藩主島津斉興に対し、天保10年（1839年）に薩摩藩の唐物販売を停止する旨、通告した。

### 琉球への影響
天保7年（1836年）正月、薩摩藩家老は鹿児島琉球館の在番親方に対し、幕府から唐物抜荷取り締まりに関する厳しい通達があり、もし幕府に抜荷が発覚したらどのような難題を持ちかけられるかわからないとして、琉球国内に幕唐物、松前産の俵物の密売買に対する厳しい取り締まりと違反者には厳罰を科すよう通告した。
この通告を受けた琉球王府は、まず天保7年（1836年）3月に三司官から薩摩側の通告を琉球国内の各担当部署に周知する措置が取られた。翌4月には中国からの帰国者に対する、唐物所有者の名前、品目、数量等をチェックするマニュアルが説明された。そして5月には間もなく中国から帰琉予定の接貢船1隻、漂流船2隻への対応を念頭に、輸入された唐物の検査、保管、個人用や土産、進物用の唐物の確認、そして売却用の引き渡し時の取り扱い等を定めた8項目の唐物管理規定を公布した。
そして漂流船の帰琉時にはこれまで例が無かったことであるが、三司官と薩摩側の琉球在番奉行が唐物抜荷警戒のため、那覇港近くの波之上護国寺に詰めることになった。そして漂流船の帰琉のうち1隻が那覇港ではなく別の場所に帰着したので、抜荷を行ったのではないかと船頭に対して厳しい事情聴取が行われ、中国からの荷物に対しても厳しいチェック、監視が実行された。このように琉球王国国内でも唐物抜荷を防止するための対応策が取られることになった。

### 長崎の抜荷取り締まり強化
幕府は抜荷横行の要因の一つであった長崎の取り締まり強化も図った。天保6年（1835年）閏7月、幕府は長崎奉行に「市中取締方」を命じ、実行役として戸川安清らを長崎に派遣する。10月に長崎に到着した戸川は早速長崎の役人たちに取り締まり強化を命じ、不測の事態に備え、長崎警備の大村藩、福岡藩に対し、約100名の増派を要請した。
天保6年（1835年）11月には、長崎近郊在住者2名を中国人商人と抜荷を行った容疑で逮捕し、裁判後、警告の意味を込めて唐人屋敷前で処刑した。12月には取り締まり強化に反発した中国人たちが騒乱を起こし、番所や役所の破壊に至った。結局、福岡藩兵が唐人屋敷に突入し、関係者を拘束の上、大村藩に引き渡し入牢処分とした。
また抜荷の横行には日本側の諸役人や中国人の知人、友人らが中国製品を私的に受け取り、それらが転売されるという構図もあった。私的な贈与の範囲を超えて中国製品がやり取りされ、抜荷に繋がっていくのである。そこで天保7年（1836年）には規制、取り締まりを強化することとし、天保9年（1838年）8月には長崎の役人に対し綱紀粛正30か条が通達された。

### 松前藩、蝦夷地への影響
幕府は天保6年（1835年）末の段階で、薩摩藩とともに松前藩にも抜荷を取り締まるよう通達した。松前藩への通達では、本来、中国輸出用として長崎へ送るべき昆布や干アワビ、煎ナマコなどが、薩摩や越後に抜荷されているとの風聞があると指摘した上で、これら俵物は必ず長崎会所に販売すべきであり、他への密売は厳禁であることを松前藩領、蝦夷地へも周知するようにとの内容であった。
文政4年（1821年）、松前、蝦夷地は幕府直轄地から松前藩の領地へと復帰した。しかし幕府側は松前藩の統治能力に疑問を抱いていた。具体的には特権商人と松前藩側と癒着、異国船に対する警備体制の不備、そしてアイヌに対する保護政策の欠如が問題視され、再度の蝦夷地上知論が出されていた。
このような中で発生した抜荷事件は、幕府内の上知案がより強まることに繋がった。川村修就は天保12年（1841年）11月、関係者からの事情聴取や現地報告をもとに、勘定奉行梶野良材と連名で、蝦夷地上知に関する提案、「初前蝦夷地之儀ニ付御内々申上候書付」を勘定奉行土岐頼旨らに行った。川村と梶野は若年の藩主続きで松前家の蝦夷地支配は行き届かず、商人との癒着が顕著であると指摘した上で、取り締まりが不徹底で抜荷が公然と行われており、さらにはアイヌに対する対応が劣悪で人口減を引き起こしているとした。このような情勢では清がきちんとアヘンを取り締まって来なかったことがアヘン戦争の原因となったように、異国との不測の事態が生じかねないとして、新潟のような枝葉の地ではなく、蝦夷地こそ上知を行い、きちんとした統治体制を整えるべきであると主張した。そして川村らは異国境の取締りのためには文政4年（1821年）以前のように蝦夷地全体の上知が最も望ましいとしながらも、箱館から東蝦夷地、そして国後島、択捉島を上知して松前家には陸奥に代知を与えるという次善の策について、実際に東蝦夷地を上知した場合の必要人員、運営体制、警備体制、そして財政上の収支の見込みまで算出して提示した。
結局、川村と梶野の意見は、統治に問題があるのは確かではあるが、いったん松前家領に復帰すると幕府が決定した蝦夷地を再び取り上げるのは、徳義の問題となって幕府の威信を落とすことに繋がり、また幕府直轄地として防衛体制を充実するだけの財政負担に耐えられないとの反対意見により、採用されることはなかった。